# Jonathan Motzfeldt

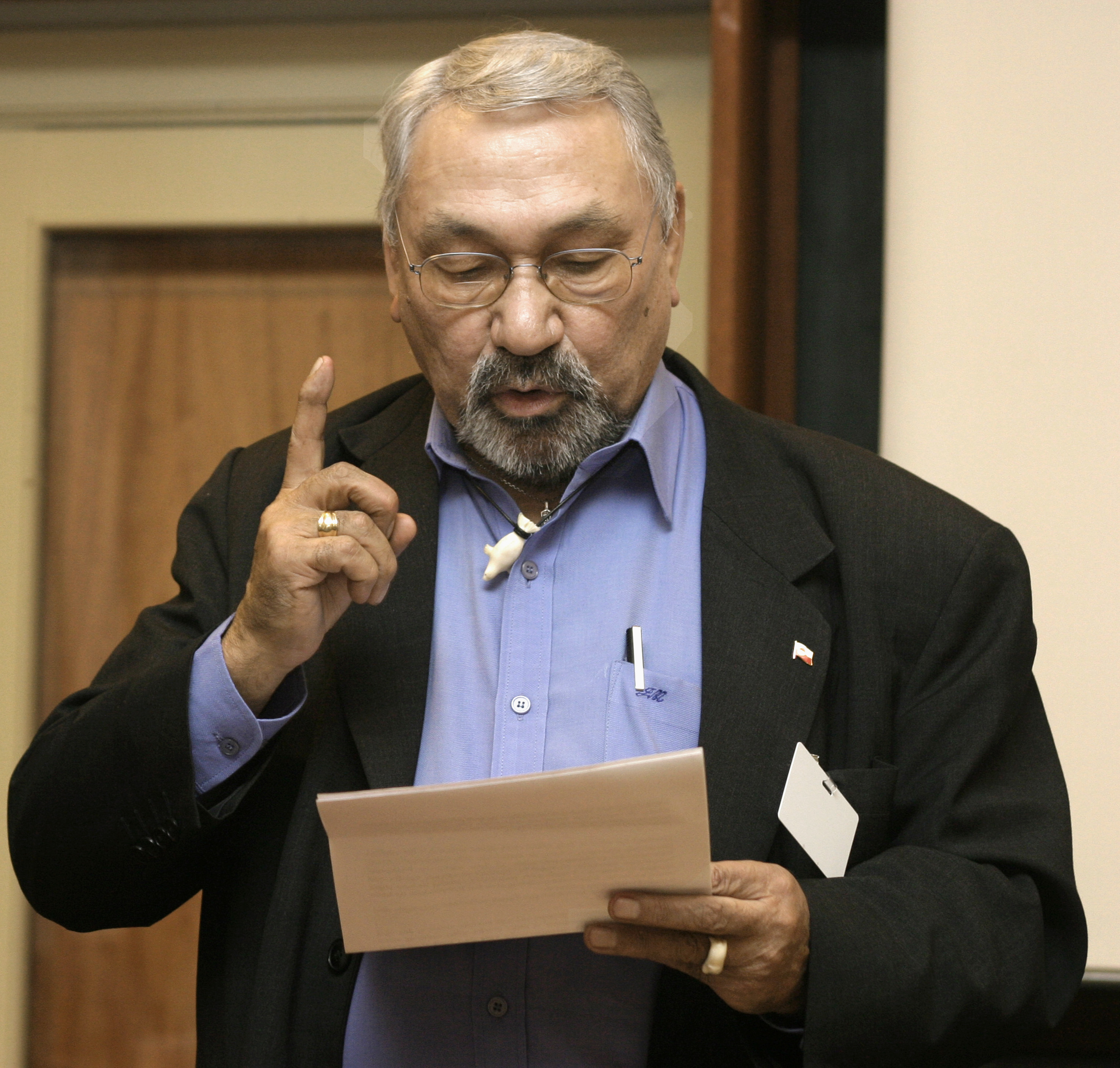
Jonathan Motzfeldt (2003)

Jonathan „Juntaaq“ Jacob Jørgen Otto Motzfeldt (* 25. September 1938 in Qassimiut; † 28. Oktober 2010 in Nuuk) war ein grönländischer Politiker (Siumut) und Pastor. Nach Einführung der Autonomie war er von 1979 bis 1991 der erste Regierungschef des Landes. Von 1997 bis 2002 war er erneut Regierungschef. Er zählt zu den prägenden Gestalten der neueren Geschichte Grönlands.

## Leben

### Familie
Jonathan Motzfeldt war der Sohn des Jägers Søren Gudmund Theophilus Motzfeldt (1902–1984) und dessen Frau Kirsten Klementine Sofie Klemmensen (1904–1979). Am 18. Dezember 1965 heiratete er in Kopenhagen die Dänin Margit Koch Petersen (* 1945), Tochter von Hans Petersen (1905–?) und Ellen Margrethe Jørgensen (1912–?). Die Ehe wurde später wieder geschieden. Am 9. August 1992 heiratete er die Isländerin Kristjana Guðrún Guðmundsdóttir (* 1951), Tochter von Guðmundur Kristjánsson (1917–1980) und Hanna Lillý Isaksen (1916–2007). Der Handballspieler Hans Peter Motzfeldt-Kyed ist sein Neffe.

### Ausbildung und frühe Jahre in der Politik
Er schloss 1960 sein Lehrerexamen an Grønlands Seminarium ab. Anschließend studierte er bis 1966 Theologie an der Universität Kopenhagen. Während seiner Studienzeit war er von 1962 bis 1963 Mitglied des Studentenrats in Kopenhagen. Von 1962 bis 1964 war er zudem Vorsitzender der Grönländervereinigung Kalâtdlit. 1966 wurde er als Pastor in Alluitsup Paa eingesetzt. 1969 wechselte er nach Qaqortoq, wo er bis 1979 im Amt blieb.
Durch den Studienaufenthalt in Dänemark in den 1960er Jahren politisiert, kandidierte er schon, während er noch in Dänemark war, bei der Folketingswahl 1964 als Erster Stellvertreter von Ulrik Rosing für die Inuit-partiet für einen Platz im Folketing. Nach seiner Rückkehr nach Grönland trat er bei der Landesratswahl 1967 an, unterlag aber Marius Abelsen. Auch bei der Folketingswahl 1968, bei der er selbst kandidierte, unterlag er noch dem erfahrenen Nikolaj Rosing.
Im April 1971 ließ er sich erneut bei der Landesratswahl aufstellen und erhielt erstmals einen Platz in Grønlands Landsråd. Er war zusammen mit unter anderem Lars Emil Johansen und Moses Olsen ein Teil der radikalen jungen Politikgeneration, die die Autonomie für Grönland forderte und die drei bildeten die Bewegung Sujumut. Von da an war er auch Mitglied im Grønlandsrådet, der der Förderung Grönlands von dänischer Seite dienen sollte. Als sich die Mitgliedschaft Dänemarks in der Europäischen Gemeinschaft abzuzeichnen begann, wurde Jonathan Motzfeldt zur Frontfigur einer Widerstandsbewegung. Er forderte im Frühjahr 1972, dass in Grönland durch eine separate Abstimmung die Mitgliedschaft entschieden werden sollte. Dennoch wurde Dänemark und damit auch Grönland am 1. Januar 1973 EG-Mitglied. Daraufhin forderte er die Ingangsetzung eines Prozesses, durch den Grönland autonom werden konnte und so wurde im Januar 1973 der Hjemmestyreudvalg mit ihm als Mitglied gegründet, der die grönländischen Wünsche für die Autonomie formulieren sollte. Jonathan Motzfeldt sollte am 25. Oktober 1973 an einer Ausschusssitzung teilnehmen, aber Lars Emil Johansen bot sich als Vertreter an. Letztlich entschied er sich doch dafür, bei der Sitzung präsent zu sein und stornierte sein Flugticket, mit dem er heimgeflogen wäre. Der Hubschrauber stürzte an diesem Tag ab, wobei alle 15 Insassen, darunter seine Kollegen Johan Knudsen und Jørgen Poulsen ums Leben kamen.
Bei der Landesratswahl im April 1975 wurde er im Landesrat wiedergewählt. Anschließend wurde er auch zum Vizelandesratsvorsitzenden ernannt. Als der Hjemmestyreudvalg seine Arbeit im Januar 1975 abschloss, wurde Jonathan Motzfeldt Mitglied der Hjemmestyrekommission, zur Konkretisierung der Rahmenbedingungen für die grönländische Autonomie. 1977 entstand aus der Selbstständigkeitsbewegung Sujumut die Partei Siumut und Jonathan Motzfeldt wurde zum Parteivorsitzenden gewählt, was er mit kleineren anfänglichen Unterbrechungen bis 1987 blieb. Im Januar 1979 wurde bei einem Referendum schließlich die Einführung der Hjemmestyre beschlossen, die am 1. Mai 1979 eingeführt wurde, mit Jonathan Motzfeldt als Haupttriebkraft.

### Erste Periode als Regierungschef
Kurz vor Einführung der Hjemmestyre fand die Parlamentswahl 1979 statt, um das erste Inatsisartut zu wählen. Die Siumut konnte die Wahl gewinnen und Jonathan Motzfeldt wurde als Parteivorsitzender zum Regierungschef ernannt. Als solcher war er qua Amt auch Parlamentsvorsitzender. Er bildete im Mai 1979 mit absoluter Mehrheit das Kabinett Motzfeldt I. Im Februar 1982 wurde in Grönland ein Referendum über die Mitgliedschaft in der EG abgehalten, für das Jonathan Motzfeldt seit zehn Jahren gekämpft hatte. Eine knappe Mehrheit sprach sich dabei für den Austritt aus.
Bei der Wahl 1983 wurde er wiedergewählt, aber durch ein neues Wahlrecht verlor die Siumut die absolute Mehrheit. Die Partei erhielt sogar weniger Stimmen als die Atassut. Weil eine Koalition zwischen Atassut und Inuit Ataqatigiit jedoch politisch ausgeschlossen war, übernahm Jonathan Motzfeldt erneut die Koalitionsgespräche und ging anschließend im Mai 1983 eine Koalition mit der Inuit Ataqatigiit ein, die jedoch im Kabinett Motzfeldt II keine Ministerposten erhielt. Bereits im März 1984 zerbrach die Koalition aufgrund politischer Differenzen in Fischereiangelegenheiten mit der EG und es mussten Neuwahlen ausgeschrieben werden.
Bei der Parlamentswahl 1984 wurde die Siumut wieder stärkste Kraft. Obwohl die zuvorige Zusammenarbeit zerbrochen war, bildete Jonathan Motzfeldt nach der Wahl im Juni 1984 erneut eine Koalition mit der Inuit Ataqatigiit, die im Kabinett Motzfeldt III auch erstmals Ministerposten erhielt. 1985 trat Grönland mit dem Grönland-Vertrag schließlich nach 13 Jahren aus der Europäischen Gemeinschaft aus. Im März 1987 kam es erneut zu Problemen in der Regierungszusammenarbeit und erneut musste Jonathan Motzfeldt Neuwahlen ausschreiben.
Bei der Wahl 1987 verlor die Siumut wieder die Mehrheit der Stimmen und fiel knapp hinter die Atassut. Daraufhin wuchs der innerparteiliche Widerstand gegen Jonathan Motzfeldt. Erneut war eine Koalition aus Atassut und Inuit Ataqatigiit keine Option und schließlich einigten sich Siumut und Inuit Ataqatigiit im Juni 1987 zum dritten Mal in Folge auf eine Koalition, in der die Inuit Ataqatigiit wieder zwei Ministerposten erhielt. Der Widerstand innerhalb der Siumut blieb jedoch bestehen und im August 1987 unterlag Jonathan Motzfeldt seinem Kollegen Lars Emil Johansen bei der Wahl zum Parteivorsitzenden. Im Mai 1988 zerstritten sich die beiden Regierungsparteien erneut und schließlich regierte Jonathan Motzfeldt ab Juni 1988 mit Unterstützung von Atassut und Issittup Partiia in einer Minderheitsregierung weiter. Im November 1988 gab er das Amt des Parlamentsvorsitzenden an Lars Chemnitz ab, da dieses nicht weiter in Personalunion vom Regierungschef ausgeübt werden sollte.

### Periode unter Lars Emil Johansen
Bei der turnusgemäßen Parlamentswahl 1991 konnte wieder die Siumut gewinnen. Nach der Wahl war völlig unklar, wer das Land fortan regieren sollte. Es entstand erneut ein Machtkampf und es wurde entschieden, dass ein Parteitag im März 1991 zwischen dem Amtsinhaber Jonathan Motzfeldt und dem Parteivorsitzenden Lars Emil Johansen entscheiden sollte. 18 Fraktionsabgeordnete und Parteivorstandsmitglieder durften abstimmen. Hans Pavia Rosing hatte angekündigt, für Jonathan Motzfeldt stimmen zu wollen, aber er war verhindert und seine Stellvertreterin Benedikte Thorsteinsson stimmte für Lars-Emil Johansen, der die Wahl somit mit zehn zu acht Stimmen gewann, andernfalls wäre die Wahl neun zu neun unentschieden ausgegangen. Nach der Wahl gab es Gerüchte, dass Jonathan Motzfeldt sich dennoch im Parlament zum Regierungschef aufstellen lassen und den Parteikrieg somit perfekt machen wollte.
Bei der Wahl 1995 wurde Jonathan Motzfeldt erneut ins Inatsisartut gewählt. Nachdem der Parlamentsvorsitzende Knud Sørensen im April 1997 wegen verbaler sexueller Belästigung freiwillig zurückgetreten war, wurde Jonathan Motzfeldt im Mai 1997 erneut zum Parlamentsvorsitzenden gewählt, nachdem er das Amt neun Jahre zuvor hatte abgeben müssen.

### Zweite Periode als Regierungschef
Im September 1997 trat Lars Emil Johansen spontan aus der Politik, um Vizekonzernchef bei Royal Greenland zu werden, womit der Posten des Regierungschefs vakant wurde. Die Siumut einigte sich auf Jonathan Motzfeldt, der das Amt somit zum zweiten Mal übernahm und damit als Parlamentsvorsitzender ausschied. Er führte die bisherige Koalition von Lars Emil Johansen aus Siumut und Atassut als Kabinett Motzfeldt VI weiter. Im Mai 1998 wurde er auch wieder zum Parteivorsitzenden gewählt.
Bei der Parlamentswahl 1999 wurde er wiedergewählt und bildete im Februar 1999 eine Koalition mit der Inuit Ataqatigiit. Im September 2001 verlor er die Wahl zum Parteivorsitz mit 22:23 Stimmen an den knapp 20 Jahre jüngeren Hans Enoksen, der sich stark für die Förderung der Dorfbevölkerung engagierte. Jonathan Motzfeldt musste ihm daraufhin einen Platz im Kabinett Motzfeldt VII anbieten. Weil nun erneut das Amt des Regierungschefs von dem des Parteivorsitzenden getrennt war, löste die Inuit Ataqatigiit jedoch im Ende November 2001 die Koalition aus Unzufriedenheit mit der neuen politischen Linie auf. Daraufhin bildete Jonathan Motzfeldt eine Woche später im Dezember 2001 das Kabinett Motzfeldt VIII mit der Atassut.

### Politischer Herbst

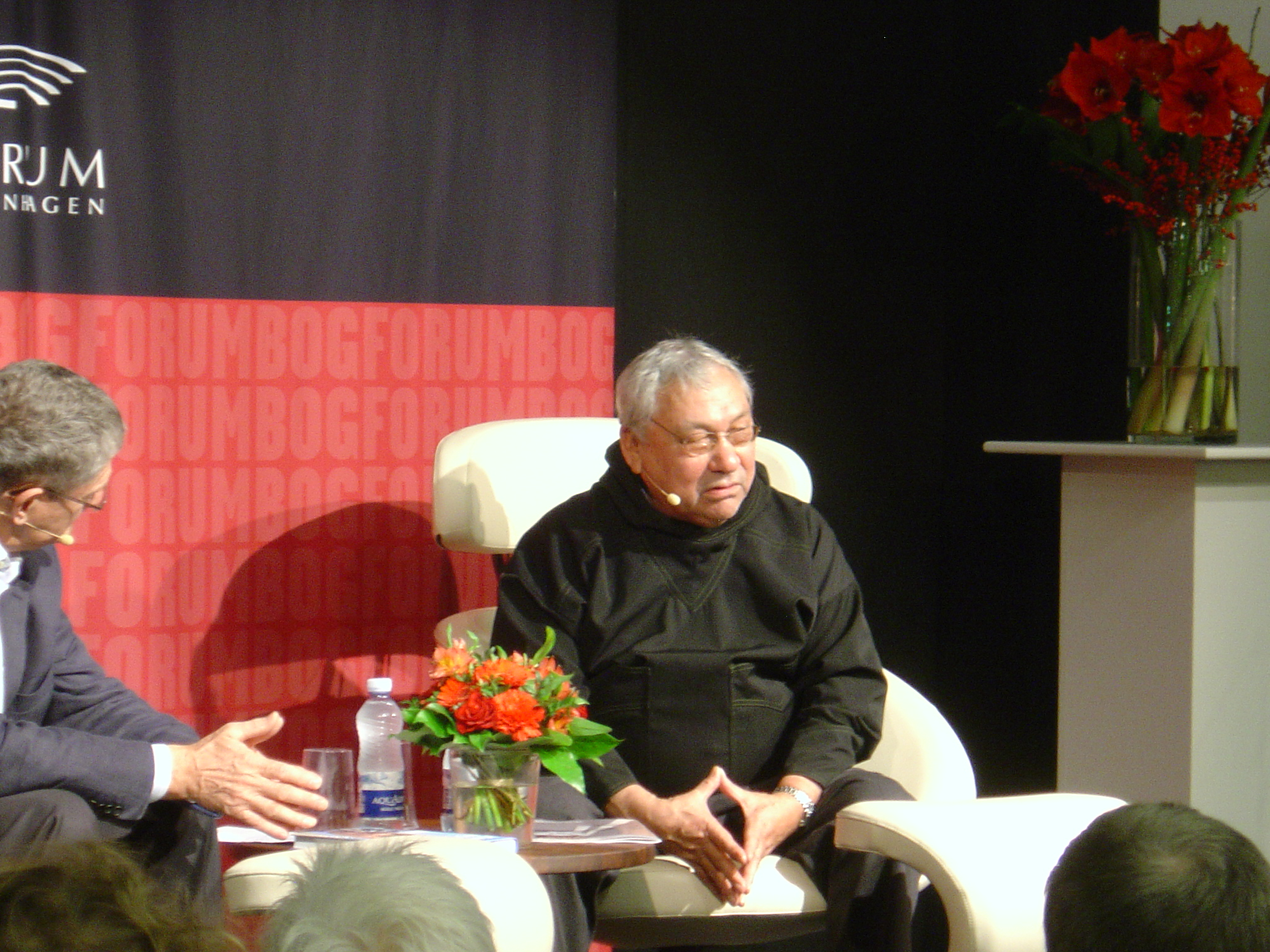
Jonathan Motzfeldt (2008)

Bei der Parlamentswahl 2002 erhielt Hans Enoksen mehr als viermal so viele Stimmen wie Jonathan Motzfeldt, sodass er ihn im Dezember 2002 als Regierungschef ablöste. Stattdessen wurde Jonathan Motzfeldt erneut Parlamentspräsident.
Bei der Parlamentswahl 2005 wurde er erneut ins Parlament gewählt, wo er mit 67 Jahren jetzt der älteste Abgeordnete war. Er wurde erneut zum Parlamentsvorsitzenden ernannt. Im Januar 2006 wurde er Mitglied und Vorsitzender der Selvstyrekommission, die die Selvstyre von 2009 vorbereiten sollte, durch die Grönland noch mehr Autonomie erhielt, nachdem der bisherige Vorsitzende Kalistat Lund nicht wiedergewählt worden war. 2008 trat er vom Amt des Parlamentsvorsitzenden zurück, als ihm ein sexueller Übergriff auf eine Frau in seinem Haus vorgeworfen wurde.

### Späteres Leben
Bei der Parlamentswahl 2009 wurde er nicht erneut ins Inatsisartut gewählt. Damit schied er nach 38 Jahren ununterbrochener Zugehörigkeit zum Landesrat und Inatsisartut aus dem Parlament aus.
Jonathan Motzfeldt starb am 28. Oktober 2010 im Alter von 72 Jahren in Nuuk an einer Hirnblutung, nachdem er bereits länger an Krebs litt und zuletzt wegen einer Lungenentzündung ins Krankenhaus eingeliefert worden war.

## Ehrungen
Jonathan Motzfeldt war der höchstdekorierte Grönländer aller Zeiten. Er war ab 1978 Ritter des Dannebrogordens und ab 2003 Kommandeur 1. Grades dessen. Am 1. Mai 1989 erhielt er den Nersornaat in Gold. Dazu war er Träger des Großen Bundesverdienstkreuzes mit Stern, Kommandeur des schwedischen Nordstern-Ordens, Kommandeur mit Stern des norwegischen Verdienstordens und des isländischen Falkenordens sowie Träger des belgischen Kronenordens. Außerdem war er Ehrendoktor der Politikwissenschaft an der University of Alaska Fairbanks.